# Los Gatos
Los Gatos és una població dels Estats Units a l'estat de Califòrnia. Segons el cens del 2000 tenia 28.592 habitants. En aquesta localitat hi ha les oficines centrals de Netflix.

## Demografia
Segons el cens del 2000, Los Gatos tenia 28.592 habitants, 11.988 habitatges, i 7.300 famílies. La densitat de població era de 1.030,8 habitants/km².
Dels 11.988 habitatges en un 27,3% hi vivien nens de menys de 18 anys, en un 50,9% hi vivien parelles casades, en un 7,2% dones solteres, i en un 39,1% no eren unitats familiars. En el 29,7% dels habitatges hi vivien persones soles el 10% de les quals corresponia a persones de 65 anys o més que vivien soles, el nombre mitjà de persones vivint en cada habitatge era de 2,33 i el nombre mitjà de persones que vivien en cada família era de 2,93.
Per edats la població es repartia de la següent manera: un 21,2% tenia menys de 18 anys, un 4,3% entre 18 i 24, un 31,5% entre 25 i 44, un 27,7% de 45 a 60 i un 15,3% 65 anys o més.
L'edat mediana era de 41 anys. Per cada 100 dones de 18 o més anys hi havia 87,2 homes.
La renda mediana per habitatge era de 94.319 $ i la renda mediana per família de 119.194 $. Els homes tenien una renda mediana de 89.420 $ mentre que les dones 57.596 $. La renda per capita de la població era de 56.094 $. Entorn del 3,1% de les famílies i el 4,3% de la població estaven per davall del llindar de pobresa.

## Poblacions properes
El següent diagrama mostra les poblacions més properes.